# Epacmus connectens
Epacmus connectens är en tvåvingeart som beskrevs av Axel Leonard Melander 1950. Epacmus connectens ingår i släktet Epacmus och familjen svävflugor. Inga underarter finns listade i Catalogue of Life.